# Mariko Mukai
Mariko Mukai (向井 真理子, Mukai Mariko), née le 13 octobre 1937 à Tōkyō, est une seiyū japonaise.

## Rôles

### Animation
- Dragon Ball : Madame Brief
- Dragon Ball GT : Madame Brief
- Dragon Ball Z : Madame Brief